# Mathías Olivera
Mathías Olivera Miramontes (Montevideo, Uruguay, 31 de octubre de 1997) es un futbolista uruguayo que juega de defensa en la S. S. C. Napoli de la Serie A italiana.

## Trayectoria
Desde Séptima División, Mathías realizó las formativas en el Club Nacional de Football.
En el año 2012 se coronaron campeones del Torneo Tauichi Aguilera en Bolivia, con la sub-15 del club. 
Además a fin de año lograron el Campeonato Uruguayo sub-15, de manera invicta al ganar 24 partidos y empatar 3, Mathías aportó 7 goles.
Ya en 2013, no pudieron repetir el título, con la sub-16, lograron el tercer lugar en la tabla anual, a 3 puntos del primero y quien se coronaría campeón, Danubio, esta vez Olivera aportó un gol en todo el campeonato. Participó de la Copa UC en Chile, en diciembre, con la sub-17 de Nacional dando un año de ventaja, luego de quedar primeros en su grupo, perdieron con Deportivo Toluca en la semifinal, y luego por el tercer puesto cayeron con la selección de Chile sub-17.
Comenzó 2014 convocado para jugar la Copa Santiago en Brasil, nuevamente con la sub-17 tricolor, Nacional mostró un gran nivel en la fase de grupos, ganaron los 4 partidos disputados, luego vencieron a Cruzeiro de Santiago en cuartos de final, pero cayeron en la semifinal con Internacional.
Ya en Uruguay, Mathías aportó 6 goles en Quinta División, pero nuevamente quedaron en el segundo lugar de la tabla anual del Campeonato Uruguayo sub-17 de 2014, detrás de Danubio, que volvió a salir campeón.
En la última fecha del Torneo Clausura 2015, fue convocado por primera vez, con 17 años, por el técnico Álvaro Gutiérrez para enfrentar a Tacuarembó en la máxima categoría, el partido se jugó el 5 de junio en el Gran Parque Central, estuvo en el banco de suplentes, no ingresó y perdieron 3 a 2. Nacional jugó una semifinal contra Peñarol por el título de la temporada, esta vez Mathías no estuvo convocado pero ganaron 3 a 2 en alargue y se coronaron campeones uruguayos 2014/15.
Con su categoría, la sub-19, quedaron en segundo lugar del Torneo Apertura, detrás de Liverpool, Mathías anotó 2 goles para Nacional.
Fue convocado para disputar un torneo amistoso internacional con un combinado juvenil tricolor, la Copa Sub-20 Josef Franz 2015. Debutó en el primer partido del grupo B, el 16 de junio, contra Bologna, jugó todo el partido y ganaron 2 a 0. Luego volvió a ser titular, para enfrentar al Cruzeiro en el segundo partido y empataron sin goles. Finalmente, cerraron la fase de grupos contra el local, Slovan Bratislava, esta vez ingresó desde el banco de suplentes, ganaron 2 a 1 y clasificaron a la siguiente etapa. En la semifinal, jugaron contra Boca Juniors, Olivera jugó los 90 minutos, comenzaron en desventaja, pero en el segundo tiempo reaccionaron y ganaron 3 a 1. Por el título, se enfrentaron nuevamente a Cruzeiro, fue un partido parejo, no convirtieron goles, fueron a un alargue, tampoco anotaron y se decidió el campeón por penales, Nacional perdió por 5 a 4, Mathías estuvo los 120 minutos en cancha. Pero fueron descalificados porque utilizaron 20 jugadores y se permitían 18.
El 30 de junio comenzó la pretemporada por primera vez con el plantel absoluto de Nacional, el nuevo técnico Gustavo Munúa lo consideró.
Debutó en el equipo el 18 de julio de 2015 en un partido amistoso internacional contra Estudiantes de La Plata en Paysandú, ingresó para comenzar el segundo y ganaron 1 a 0 con gol de Marcio Benítez. Fueron premiados con la Copa Ciudad de Paysandú. Además en el encuentro se recordó al campeón mundial Alcides Ghiggia, que había fallecido 2 días antes, se retiró la camiseta número 7, fue colocada en el medio del campo y se realizó el minuto de silencio.
El 27 de julio arribó a Buenos Aires, para disputar una serie de partidos amistosos de práctica. Jugó contra Banfield el 28 de julio, ingresó en el equipo del segundo tiempo y ganaron 2 a 0. El 29 jugaron contra Independiente un partido de 60 minutos con los suplentes, Mathías estuvo presente pero perdieron 3 a 1, los titulares ganaron 1 a 0. Finalmente, el 30 de julio, Nacional jugó 70 minutos contra Boca Juniors, Olivera ingresó en los minutos finales y ganaron 4 a 0, en el partido se enfrentó a su compatriota, que también integró la preselección sub-20, Rodrigo Bentancur.
Ya en Montevideo, el técnico Munúa decidió no utilizar a Olivera para las competiciones, por lo que se unió a Tercera División. De igual forma, fue incluido en la lista de jugadores seleccionables para la Copa Sudamericana 2015.
Disputó el Torneo Apertura con la reserva del club. Debutó en la fecha 1, fue titular y vencieron a Villa Teresa por 4 a 1.
El 8 de noviembre, jugó su primer clásico contra Peñarol en el Estadio Centenario, como partido preliminar al del Primera, estuvo presente los 90 minutos y ganaron 2 a 0. Completó 9 partidos y quedaron en segundo lugar, detrás del campeón, Wanderers.
Mathías, alternó con su categoría, la sub-19, y jugó algunos partidos del Torneo Clausura, anotó un gol, finalizaron en quinta posición y el campeón del Torneo fue Liverpool.
El 5 de enero de 2016 comenzó la pretemporada con el primer equipo de Nacional.
Fue convocado para jugar la Copa Bandes 2016, el primer partido fue el clásico rival, Peñarol, estuvo en el banco de suplentes pero no tuvo minutos y perdieron 4 a 2 por penales, luego de empatar 1 a 1 en el tiempo reglamentario.
El 16 de enero, fue titular en el partido por el tercer puesto del torneo amistoso, se enfrentó a Banfield y ganaron 1 a 0. Mathías jugó los 90 minutos y mostró un buen nivel.
Para el segundo clásico de verano, fue convocado nuevamente, estuvo en el banco de suplentes en el primer partido de la Copa de Verano, no tuvo minutos pero derrotaron 3 a 1 a Peñarol.
Volvió a ser titular en la final del torneo de verano, jugó los 90 minutos contra Palmeiras en el Estadio Centenario, utilizó el dorsal número 6, empataron sin goles pero ganaron 4 a 3 mediante penales. Mathías mostró un gran nivel nuevamente, tuvo buenas intervenciones.
Para la fecha 2 del Torneo Clausura, el técnico Munúa lo convocó para jugar su primer partido oficial. Mathías estuvo los 90 minutos en cancha para enfrentar al River Plate de Juan Ramón Carrasco el 13 de febrero, mostró un buen nivel y ganaron 3 a 0 con un triplete de Nicolás López. Oliverá debutó en la máxima categoría con 18 años y 105 días, utilizó la camiseta número 6.
En el Clausura, jugó 2 partidos solamente y para el Campeonato Especial 2016, con Martín Lasarte como técnico, no tuvo minutos.
A fin de año Daniel Fonseca pagó la cláusula de rescisión de Olivera por US$ 1 000 000, de los cuales ya tenía US$ 950 000 a favor con Nacional, por lo que abonó los 50 000 dólares restantes. El 16 de enero de 2017, firmó contrato con Antenas de San Carlos para tener un club, jugar el Sudamericano Sub-20 y posteriormente ser transferido a Europa.
El 14 de agosto de 2017 se confirmó su traspaso al Getafe Club de Fútbol de España por seis temporadas. En su primer año apenas contó con minutos y solamente participó en cuatro partidos con el club 'azulón', anotando un gol.
En julio de 2018 el Albacete Balompié consiguió su cesión para la temporada 2018-19. Tras superar una lesión de hombro, se asentó como titular indiscutible en el lateral zurdo del equipo manchego. Sus destacadas actuaciones junto al buen momento del Albacete Balompié, líder de la categoría por entonces, hizo que el Getafe C. F. hiciese efectiva la cláusula mediante la cual podía reclamar la vuelta del jugador en el mercado invernal.
Desde su regreso en enero de 2019 fue un asiduo en el once del equipo madrileño, llegando a jugar más de cien partidos hasta su marcha al término de la temporada 2021-22 a la S. S. C. Napoli.
Debutó con el equipo italiano el 15 de agosto de 2022, en la primera fecha de la Serie A, sustituyendo a Mário Rui en los últimos minutos del partido ganado de visitante por 2-5 al Hellas Verona. El 9 de octubre siguiente marcó su primer gol con la camiseta azzurra, con un remate de cabeza en la victoria de visitante por 1-4 contra el Cremonese, valedera para la novena jornada de la liga. El 4 de mayo de 2023, en virtud del empate a uno del Napoli contra el Udinese, ganó el Scudetto, el tercero de la historia para el club napolitano.

## Selección nacional

### Juveniles
Mathías ha sido parte de la selección de Uruguay en las categorías juveniles sub-18 y sub-20.
Luego del Campeonato Sudamericano Sub-20, que se disputó en Uruguay, Olivera fue citado por Fabián Coito para entrenar con la selección por primera vez, comenzó las prácticas el 9 de marzo de 2015. Estuvo por 3 semanas, pero fue desafectado y no lo volvieron a considerar para el Mundial Sub-20.
El 16 de abril volvió a ser citado, esta vez por Alejandro Garay para defender a Uruguay sub-18 en el Torneo Internacional Suwon JS en Corea del Sur.
Debutó con la Celeste el 29 de abril, utilizó el dorsal número 6, se enfrentó como titular a Corea del Sur y perdieron 1 a 0. El siguiente encuentro fue contra Francia, Mathías ingresó al minuto 62 y esta vez ganaron 2 a 0 con goles de Valverde. El último partido del cuadrangular fue contra Bélgica, jugó los 90 minutos pero perdieron 2 a 0. Los belgas finalizaron con 5 puntos y ganaron el torneo.
El 1 de octubre fue llamado por Fabián Coito, para comenzar el proceso de la selección que disputará el Campeonato Sudamericano Sub-20 de 2017 en Ecuador.
Jugó un amistoso contra la selección sub-17 de Rusia el 12 de octubre, en el Estadio Luis Franzini. Utilizó el dorsal número 6, comenzaron perdiendo pero finalmente ganaron 2 a 1, Olivera fue el único uruguayo que jugó los 90 minutos.
En la primera convocatoria del año, que se realizó el 2 de marzo de 2016, fue considerado por Coito para entrenar con la sub-20, junto a sus compañeros de club Rodrigo Amaral, Nicolás Rodríguez y Agustín González.
El 17 de marzo, fue llamado para jugar dos partidos amistosos internacionales en tierras paraguayas.
Debutó con la sub-20 el 22 de marzo, fue titular contra Paraguay pero perdieron 4 a 3, utilizó la camiseta número 6. Dos días después jugaron la revancha, estuvo en el banco de suplentes, no ingresó y empataron 2 a 2.
El 12 de diciembre de 2016 fue convocado por Fabián Coito para entrenar en el complejo AUF, junto a otros 27 futbolistas. Fue confirmado en la lista definitiva el 29 de diciembre, para jugar el Campeonato Sudamericano Sub-20.
Olivera jugó 7 partidos y convirtió un gol, la Celeste logró el título en el último partido.
El 25 de abril fue confirmado en el plantel definitivo para viajar a Corea del Sur y jugar la Copa Mundial Sub-20.

### Participaciones en categorías inferiores
En cursiva las competiciones no oficiales.
| Competición                                    | Sede          | Resultado     | Partidos | Goles |
| ---------------------------------------------- | ------------- | ------------- | -------- | ----- |
| Suwon JS Cup Sub-18 de 2015                    | Corea del Sur | Cuarto puesto | 3        | 0     |
| Copa Ciudad de la Independencia Sub-19 de 2016 | Chile         | Tercer puesto | 2        | 1     |
| Campeonato Sudamericano Sub-20 de 2017         | Ecuador       | Campeón       | 7        | 1     |
| Copa Mundial Sub-20 de 2017                    | Corea del Sur | Cuarto puesto | 7        | 1     |

### Detalles de partidos
| Con Uruguay sub-18 | Con Uruguay sub-18 | Con Uruguay sub-18 | Con Uruguay sub-18  | Con Uruguay sub-18  | Con Uruguay sub-18    | Con Uruguay sub-18 | Con Uruguay sub-18 | Con Uruguay sub-18 | Con Uruguay sub-18 |
| N.º                | Rival              | Resultado          | Fecha               | Lugar               | Competencia           | Goles              | Asistencias        | Ref.               |                    |
| ------------------ | ------------------ | ------------------ | ------------------- | ------------------- | --------------------- | ------------------ | ------------------ | ------------------ | ------------------ |
| 1                  | Corea del Sur      | 1:0 (0:0)          | 29 de abril de 2015 | Suwon Corea del Sur | Amistoso Suwon JS Cup | -                  | -                  | 1                  |                    |
| 2                  | Francia            | 1:2 (0:0)          | 1 de mayo de 2015   | Suwon Corea del Sur | Amistoso Suwon JS Cup | -                  | -                  | 2                  |                    |
| 3                  | Bélgica            | 2:0 (0:0)          | 3 de mayo de 2015   | Suwon Corea del Sur | Amistoso Suwon JS Cup | -                  | -                  | 3                  |                    |

| Con Uruguay sub-20 | Con Uruguay sub-20 | Con Uruguay sub-20          | Con Uruguay sub-20    | Con Uruguay sub-20     | Con Uruguay sub-20                       | Con Uruguay sub-20 | Con Uruguay sub-20 | Con Uruguay sub-20                                                                                   | Con Uruguay sub-20 |
| N.º                | Rival              | Resultado                   | Fecha                 | Lugar                  | Competencia                              | Goles              | Asistencias        | Ref.                                                                                                 |                    |
| ------------------ | ------------------ | --------------------------- | --------------------- | ---------------------- | ---------------------------------------- | ------------------ | ------------------ | --- | ------------------ |
| 1                  | Rusia              | 2:1 (0:0)                   | 12 de octubre de 2015 | Montevideo · Uruguay   | Amistoso                                 | -                  | -                  | 1 |                    |
| 2                  | Paraguay           | 4:3 (2:2)                   | 22 de marzo de 2016   | Luque Paraguay         | Amistoso                                 | -                  | -                  | 2 |                    |
| 3                  | Chile              | 3:0 (1:0)                   | 31 de mayo de 2016    | Montevideo · Uruguay   | Amistoso                                 | -                  | -                  | 3 |                    |
| 4                  | Perú               | 2:1 (2:1)                   | 14 de junio de 2016   | San José · Uruguay     | Amistoso                                 | -                  | -                  | 3 |                    |
| 5                  | Sel. Gaúcha        | 5:2 (3:2)                   | 16 de agosto de 2016  | Montevideo · Uruguay   | Amistoso                                 | -                  | -                  | 5 |                    |
| 6                  | Sel. Gaúcha        | 3:3 (2:0)                   | 18 de agosto de 2016  | Canelones · Uruguay    | Amistoso                                 | -                  | -                  | 6 |                    |
| 7                  | Venezuela          | 3:1 (2:1)                   | 5 de octubre de 2016  | Montevideo · Uruguay   | Amistoso                                 | -                  | -                  | 7 |                    |
| 8                  | Chile              | 2:2 (1:1)                   | 12 de octubre de 2016 | Talca · Chile          | Amistoso Copa Ciudad de la Independencia | 75'                | -                  | 8 |                    |
| 9                  | Brasil             | 2:1 (1:0)                   | 14 de octubre de 2016 | Talca · Chile          | Amistoso Copa Ciudad de la Independencia | -                  | -                  | 9 |                    |
| 10                 | Argentina          | 3:3 (1:2)                   | 21 de enero de 2017   | Ibarra · Ecuador       | Campeonato Sudamericano Fase de grupos   | -                  | -                  | 10                                                                                                   |                    |
| 11                 | Perú               | 2:0 (1:0)                   | 25 de enero de 2017   | Ibarra · Ecuador       | Campeonato Sudamericano Fase de grupos   | -                  | -                  | 11                                                                                                   |                    |
| 12                 | Bolivia            | 3:0 (2:0)                   | 27 de enero de 2017   | Ibarra · Ecuador       | Campeonato Sudamericano Fase de grupos   | -                  | -                  | 12                                                                                                   |                    |
| 13                 | Argentina          | 3:0 (2:0)                   | 30 de enero de 2017   | Quito · Ecuador        | Campeonato Sudamericano Hexagonal final  | 40'                | -                  | 13                                                                                                   |                    |
| 14                 | Brasil             | 2:1 (0:1)                   | 2 de febrero de 2017  | Quito · Ecuador        | Campeonato Sudamericano Hexagonal final  | -                  | -                  | 14                                                                                                   |                    |
| 15                 | Venezuela          | 0:3 (0:0)                   | 8 de febrero de 2017  | Quito · Ecuador        | Campeonato Sudamericano Hexagonal final  | -                  | -                  | 15                                                                                                   |                    |
| 16                 | Ecuador            | 1:2 (0:2)                   | 11 de febrero de 2017 | Quito · Ecuador        | Campeonato Sudamericano Hexagonal final  | -                  | -                  | 16                                                                                                   |                    |
| 17                 | Argentina          | 0:1 (0:0)                   | 22 de marzo de 2017   | Montevideo · Uruguay   | Amistoso                                 | -                  | -                  | 17                                                                                                   |                    |
| 18                 | Argentina          | 2:1 (2:1)                   | 12 de abril de 2017   | Buenos Aires Argentina | Amistoso                                 | -                  | -                  | 18                                                                                                   |                    |
| 19                 | China              | 1:3 (0:1)                   | 8 de mayo de 2017     | Xi'an China            | Amistoso                                 | -                  | -                  | 19 (enlace roto disponible en Internet Archive; véase el historial, la primera versión y la última). |                    |
| 20                 | Corea del Sur      | 2:0 (1:0)                   | 11 de mayo de 2017    | Cheongju Corea del Sur | Amistoso                                 | -                  | -                  | 20 (enlace roto disponible en Internet Archive; véase el historial, la primera versión y la última). |                    |
| 21                 | Arabia Saudita     | 0:2 (0:1)                   | 14 de mayo de 2017    | Goyang Corea del Sur   | Amistoso                                 | -                  | -                  | 21 (enlace roto disponible en Internet Archive; véase el historial, la primera versión y la última). |                    |
| 22                 | Italia             | 0:1 (0:0)                   | 21 de mayo de 2017    | Suwon Corea del Sur    | Copa Mundial Fase de grupos              | -                  | -                  | 22 (enlace roto disponible en Internet Archive; véase el historial, la primera versión y la última). |                    |
| 23                 | Japón              | 2:0 (1:0)                   | 24 de mayo de 2017    | Suwon Corea del Sur    | Copa Mundial Fase de grupos              | 90+1'              | -                  | 23 (enlace roto disponible en Internet Archive; véase el historial, la primera versión y la última). |                    |
| 24                 | Sudáfrica          | 0:0                         | 27 de mayo de 2017    | Suwon Corea del Sur    | Copa Mundial Fase de grupos              | -                  | -                  | 24 (enlace roto disponible en Internet Archive; véase el historial, la primera versión y la última). |                    |
| 25                 | Arabia Saudita     | 1:0 (0:0)                   | 31 de mayo de 2017    | Incheon Corea del Sur  | Copa Mundial Octavos de final            | -                  | -                  | 25 (enlace roto disponible en Internet Archive; véase el historial, la primera versión y la última). |                    |
| 26                 | Portugal           | 2:2 (2:1)(t. s.) (4:5 pen.) | 4 de junio de 2017    | Daejeon Corea del Sur  | Copa Mundial Cuartos de final            | -                  | -                  | 26                                                                                                   |                    |
| 27                 | Venezuela          | 1:1 (0:0)(t. s.) (3:4 pen.) | 8 de junio de 2017    | Daejeon Corea del Sur  | Copa Mundial Semifinal                   | -                  | -                  | 27                                                                                                   |                    |
| 28                 | Italia             | 0:0 (1:4 pen.)              | 11 de junio de 2017   | Suwon Corea del Sur    | Copa Mundial Tercer puesto               | -                  | -                  | 28 (enlace roto disponible en Internet Archive; véase el historial, la primera versión y la última). |                    |

### Absoluta
El 27 de enero de 2022 debutó con la selección absoluta de Uruguay saliendo de titular en el partido de clasificación para el Mundial 2022 ante Paraguay que los uruguayos ganaron por cero a uno.

## Estadísticas

### Clubes
Actualizado al 23 de mayo de 2025.
| Club                        | Div.          | Temporada     | Liga  | Liga  | Copas nacionales | Copas nacionales | Torneos internacionales | Torneos internacionales | Total | Total |
| Club                        | Div.          | Temporada     | Part. | Goles | Part.            | Goles            | Part.                   | Goles                   | Part. | Goles |
| --------------------------- | ------------- | ------------- | ----- | ----- | ---------------- | ---------------- | ----------------------- | ----------------------- | ----- | ----- |
| C. Nacional de F. · Uruguay | 1.ª           | 2014-15       | 0     | 0     | —                | —                | —                       | —                       | 0     | 0     |
| C. Nacional de F. · Uruguay | 1.ª           | 2015-16       | 2     | 0     | —                | —                | 0                       | 0                       | 2     | 0     |
| C. Nacional de F. · Uruguay | 1.ª           | 2016          | 0     | 0     | —                | —                | —                       | —                       | 0     | 0     |
| C. Nacional de F. · Uruguay | Total club    | Total club    | 2     | 0     | 0                | 0                | 0                       | 0                       | 2     | 0     |
| Getafe C. F. · España       | 1.ª           | 2017-18       | 3     | 1     | 1                | 0                | —                       | —                       | 4     | 1     |
| Albacete Balompié · España  | 2.ª           | 2018-19       | 15    | 1     | 0                | 0                | —                       | —                       | 15    | 1     |
| Albacete Balompié · España  | Total club    | Total club    | 15    | 1     | 0                | 0                | 0                       | 0                       | 15    | 1     |
| Getafe C. F. · España       | 1.ª           | 2018-19       | 14    | 0     | 0                | 0                | —                       | —                       | 14    | 0     |
| Getafe C. F. · España       | 1.ª           | 2019-20       | 24    | 0     | 0                | 0                | 5                       | 0                       | 29    | 0     |
| Getafe C. F. · España       | 1.ª           | 2020-21       | 31    | 0     | 1                | 0                | —                       | —                       | 32    | 0     |
| Getafe C. F. · España       | 1.ª           | 2021-22       | 32    | 1     | 0                | 0                | ―                       | ―                       | 32    | 1     |
| Getafe C. F. · España       | Total club    | Total club    | 104   | 2     | 2                | 0                | 5                       | 0                       | 111   | 2     |
| S. S. C. Napoli · Italia    | 1.ª           | 2022-23       | 30    | 2     | 1                | 0                | 8                       | 0                       | 39    | 2     |
| S. S. C. Napoli · Italia    | 1.ª           | 2023-24       | 23    | 1     | 0                | 0                | 6                       | 0                       | 29    | 1     |
| S. S. C. Napoli · Italia    | 1.ª           | 2024-25       | 32    | 0     | 1                | 0                | ―                       | ―                       | 33    | 0     |
| S. S. C. Napoli · Italia    | Total club    | Total club    | 85    | 3     | 2                | 0                | 14                      | 0                       | 101   | 3     |
| Total carrera               | Total carrera | Total carrera | 206   | 6     | 4                | 0                | 19                      | 0                       | 229   | 6     |

### Selecciones
Actualizado al 24 de marzo de 2022.
Último partido citado: Uruguay 1 - 0 Perú
| Sub-18 · Uruguay | 2014-15       | -  | - | - | - | 3  | 0 | 3  | 0 |
| Sub-18 · Uruguay | Total sel.    | -  | - | - | - | 3  | 0 | 3  | 0 |
| Sub-20 · Uruguay | 2015-16       | -  | - | - | - | 4  | 0 | 4  | 0 |
| Sub-20 · Uruguay | 2016-17       | 7  | 1 | 7 | 1 | 10 | 1 | 24 | 3 |
| Sub-20 · Uruguay | Total sel.    | 7  | 1 | 7 | 1 | 14 | 1 | 28 | 3 |
| Absoluta · Uruguay | 2021-22       | 3  | 0 | - | - | -  | - | 3  | 0 |
| Absoluta · Uruguay | Total sel.    | 3  | 0 | - | - | -  | - | 3  | 0 |
| Total carrera | Total carrera | 10 | 1 | 7 | 1 | 17 | 1 | 34 | 3 |
| (1)Incluidos los datos del Campeonato Sudamericano Sub-20 (2017) y clasificación para el Mundial (2022) (2)Incluidos los datos de la Copa Mundial Sub-20 (2017) |               |    |   |   |   |    |   |    |   |

### Resumen estadístico
|                               | Partidos | Goles | Promedio |
| ----------------------------- | -------- | ----- | -------- |
| Liga                          | 152      | 5     | 0.03     |
| Copas nacionales              | 3        | 0     | 0        |
| Copas internacionales         | 13       | 0     | 0        |
| Selección de Uruguay sub-18   | 3        | 0     | 0        |
| Selección de Uruguay sub-20   | 28       | 3     | 0.11     |
| Selección de Uruguay absoluta | 3        | 0     | 0        |
| Total                         | 202      | 8     | 0.04     |

## Palmarés

### Títulos nacionales
| Título              | Club              | País    | Año  |
| ------------------- | ----------------- | ------- | ---- |
| Campeonato Uruguayo | C. Nacional de F. | Uruguay | 2015 |
| Campeonato Uruguayo | C. Nacional de F. | Uruguay | 2016 |
| Serie A             | S. S. C. Napoli   | Italia  | 2023 |
| Serie A             | S. S. C. Napoli   | Italia  | 2025 |

### Títulos internacionales
| Título                         | Equipo                      | País    | Año  |
| ------------------------------ | --------------------------- | ------- | ---- |
| Campeonato Sudamericano sub-20 | Selección de Uruguay sub-20 | Ecuador | 2017 |

### Distinciones individuales
| Distinción                                                                   | Año  |
| ---------------------------------------------------------------------------- | ---- |
| Jugador del partido contra Estados Unidos en la Copa América[cita requerida] | 2024 |